# Charles-Louis de Ficquelmont
Pour les autres membres de la famille, voir Famille de Ficquelmont.
Charles-Louis comte de Ficquelmont, né le 23 mars 1777 au château de Dieuze en Lorraine, mort le 7 avril 1857 à Venise, est un homme d'État autrichien. Général de cavalerie, puis ambassadeur, il est ministre et ministre-président de l'empire d'Autriche en 1848.

## Biographie

### Émigration en Autriche
Fils de Maximilien-Chrétien, comte de Ficquelmont (1748–1819), seigneur de Paroy et Champcourt, admis le 23 mars 1789 aux Honneurs de la Cour, et de Marie-Françoise de la Marche,, Charles-Louis de Ficquelmont naît à Dieuze en Lorraine. La famille de Ficquelmont jouit alors d'un grand renom, dans l'ancien duché de Lorraine.
Lors de la Révolution française, à la suite du massacre de son frère, le chanoine Charles de Ficquelmont, par la foule à Metz le 15 mai 1792, sa famille choisit d'émigrer, alors qu'il n'est âgé que de quatorze ans.
Il rejoint l'armée des princes à Coblence, puis s'engage en 1793 dans l'armée impériale du Saint-Empire.

### Carrière militaire
Après la création de l'empire d'Autriche en 1804, il est promu Major et nommé aide-de-camp de l'empereur en 1805. Promu colonel en 1809, Charles-Louis de Ficquelmont est affecté à l'état-major de l'archiduc d'Autriche Ferdinand Charles Joseph d'Autriche-Este. En 1811 et 1812, lors de la Guerre d'indépendance espagnole, il commande trois régiments de cavalerie contre les armées napoléoniennes. Charles-Louis de Ficquelmont est promu général de division en 1814. Il gravit ainsi peu à peu les échelons de l'armée impériale autrichienne.
Promu Feldmarschallleutnant en 1830, Ficquelmont est ensuite nommé colonel (propriétaire) du 6e régiment de dragons, en 1831. Il est finalement promu Generalfeldmarschall, le rang le plus élevé de la hiérarchie militaire autrichienne, en 1843.

### Carrière politique
Parallèlement à sa carrière militaire, Charles-Louis de Ficquelmont poursuit sa carrière diplomatique. En 1813, au cours de la Sixième Coalition, il est envoyé comme ministre plénipotentiaire en Suède, auprès du général Bernadotte. Les alliés de la Coalition suspectant la bonne foi de Bernadotte, Ficquelmont doit rendre compte à l'empire d'Autriche des opérations de l'armée prusso-suédoise, menées contre Napoléon. Cette nomination marque le début de sa carrière de diplomate. Ficquelmont est ensuite ministre plénipotentiaire à Florence, où il est chargé de maintenir l'influence autrichienne auprès du grand-duc Ferdinand III de Toscane.
En 1821, Charles-Louis de Ficquelmont est envoyé comme ministre plénipotentiaire à Naples, avec la mission d'inspirer confiance au vieux roi et rendre l'occupation autrichienne la plus douce possible. En 1829, il est nommé ambassadeur à Saint-Pétersbourg. Il devient alors le plus important relais de la politique de Metternich auprès de l'Empereur Nicolas Ier et établit un axe stratégique entre Vienne et Saint-Pétersbourg.
À Saint-Pétersbourg, Ficquelmont occupe le Palais Saltykov, loué en 1828 par le gouvernement autrichien, pour servir de résidence à son ambassade. « La résidence Saltykov était le cadre des deux salons les plus fameux des années 1830, que dominait la figure de la comtesse de Ficquelmont, petite-fille du Prince Koutouzov ». Avant son retour, il est décoré de la plus haute distinction russe, l'Ordre de Saint-André, réservé aux personnages les plus importants de l'État, tant civil que militaire.
En 1838, Charles-Louis de Ficquelmont est rappelé à Vienne, afin de remplacer le prince de Metternich comme ministre des affaires étrangères. En 1840, il est nommé ministre d'État et des conférences et prend en charge la direction de l'armée impériale. Il est alors le bras droit du prince de Metternich « M. le comte de Ficquelmont trouve sa place au-dessous ou à côté du prince de Metternich (...) C'est avec M. de Ficquelmont que commencent toutes les conférences ; c'est avec M. de Metternich qu'elles se finissent »
En 1847, Ficquelmont est envoyé comme conseiller de l'archiduc Rainier d'Autriche (1783-1853), vice-roi de Lombardie-Vénetie. L'année suivante, en 1848, il est nommé chef du conseil de guerre de l'empire d'Autriche et rentre à Vienne. Le 20 mars 1848, au cœur de la révolution autrichienne de 1848, il est nommé ministre des affaires étrangères dans le gouvernement de François Kolowrat. Le 19 avril 1848, Ficquelmont devient ministre-président du gouvernement autrichien, mais un mois plus tard, lors du renversement de Metternich, il est contraint de donner sa démission. En 1852, pour ses services, l'empereur François-Joseph Ier le nomme chevalier de l'ordre de la Toison d'or.
Après son retrait des affaires publiques, Ficquelmont se consacre à l'écriture d'essais politiques et passe les dernières années de sa vie entre les résidences de son beau-fils, le prince Clary und Aldringen, à Vienne, au palais Mollard-Clary, et à Venise, au (Palais Clary, où il meurt le 7 avril 1857.

### Famille
En 1821, à quarante-quatre ans, Charles-Louis de Ficquelmont épouse la comtesse Dorothée von Tiesenhausen (1804-1863), qui a dix-sept ans. Elle est la fille du comte Ferdinand von Tiesenhausen, aide de camp de l'empereur Alexandre Ier, tué à Austerlitz, et de la princesse Elisaveta Mikhaïlovna Khitrova, fille du prince Koutouzov. Dorothée von Tiesenhausen est l'auteur d'un Journal, écrit en français, qui retrace les grands événements politiques de la première moitié du XIXe siècle, et donne un point de vue philosophique et religieux, évoquant ses rencontres avec les hommes politiques, les grands auteurs ou les artistes de son époque, ainsi que sur la société aristocratique européenne de son temps.
Charles-Louis et Dorothée ont une fille unique, Elisabeth-Alexandrine de Ficquelmont (1825-1878), qui épouse en 1841 le prince Edmund von Clary und Aldringen et qui est la dernière représentante de sa branche,.

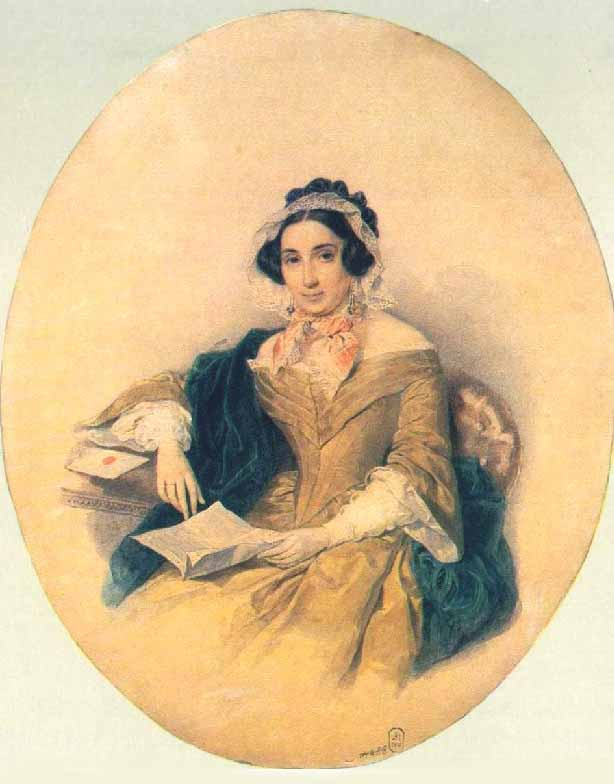
Portrait de la comtesse de Ficquelmont, née comtesse Dorothée von Tiesenhaussen, par Piort Sokolov
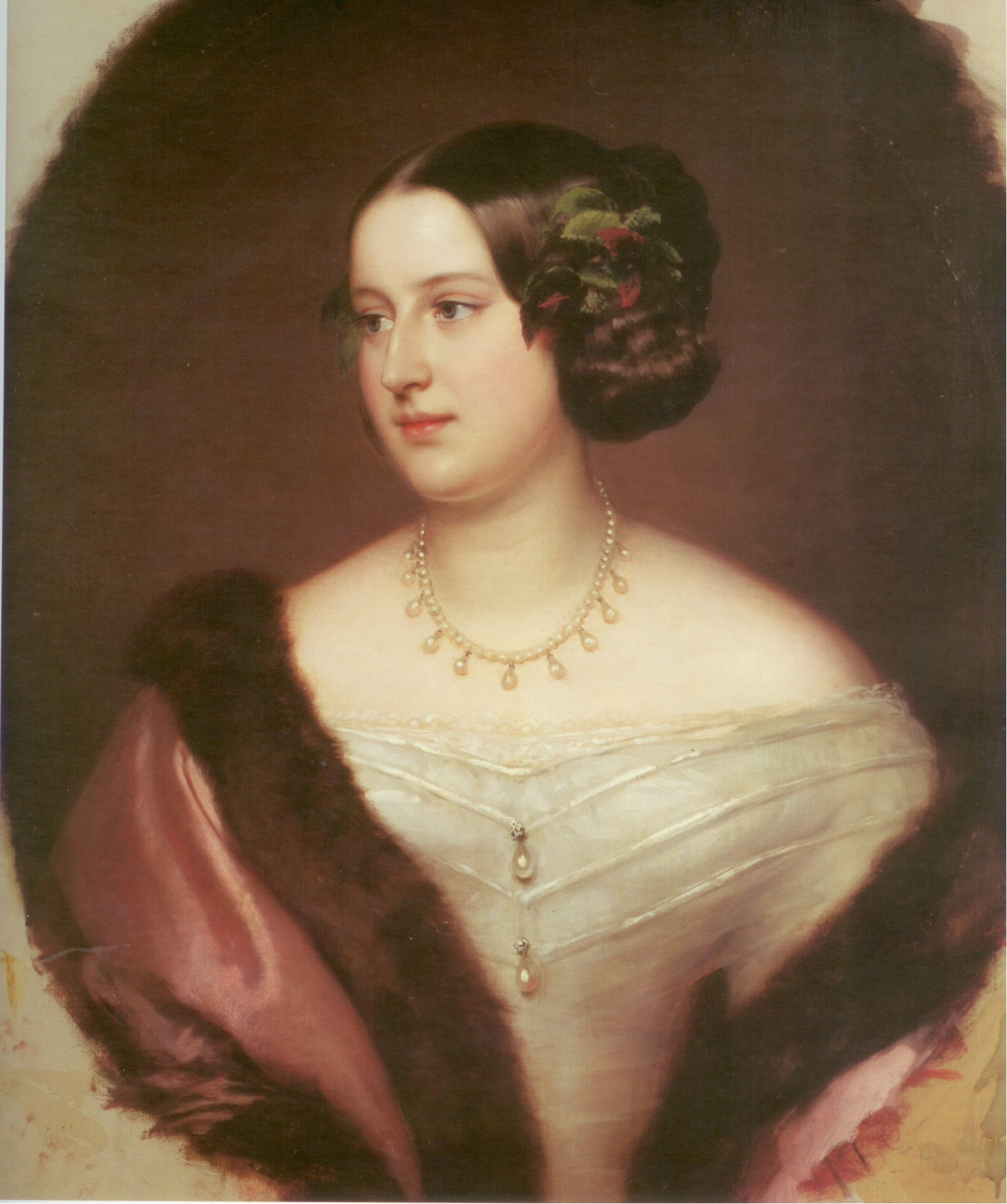
Portrait de SAS Elisabeth-Alexandrine de Ficquelmont, princesse Clary-Aldringen, par Franz Schrocberg
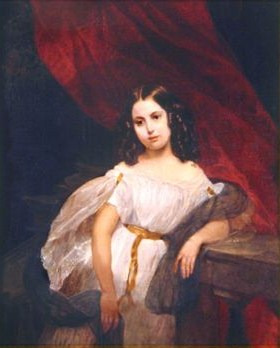
Portrait de la jeune Elisabeth-Alexandrine de Ficquelmont par Brioullov (1837)

## Œuvres
- Aufklärungen über die Zeit vom 20. März bis zum 4. Mai 1848 (Explications sur la période du 20 mars au 4 mai 1848), Leipzig, 1850
- Deutschland, Österreich und Preußen (L'Allemagne, l'Autriche et la Prusse), Vienne, 1851
- Lord Palmerston, England und der Kontinent (Lord Palmerston, l'Angleterre et le continent), 2 volumes, Vienne, 1852
- Die religiöse Seite der orientalischen Frage (Le côté religieux de la Question d'Orient), Vienne, 1854
- Russlands Politik und die Donaufürstentümer (La Politique de la Russie et les principautés danubiennes), Vienne, 1854
- Zum künftigen Frieden: e. Gewissensfrage (La paix à venir : Cas de conscience), Vienne, 1856
- Pensées et réflexions morales et politiques du Comte de Ficquelmont, ministre d'état en Autriche, 1859

## Sources
- Jean-Baptiste-Raymond Capefigue, Les diplomates et hommes d'état européens, tome III, 1847, pages 208 et 215..
- Gustave Chaix d'Est-Ange, Dictionnaire des familles françaises anciennes ou notables à la fin du XIXe siècle, tome  XVIII, 1922, pages 126-129: Notice de Ficquelmont.
- Henri Jougla de Morenas, Grand Armorial de France, tome III, 1935, page 289.
- Charles Poplimont, La Belgique héraldique: recueil historique, chronologique, généalogique et biographique…, t. IV, Paris : 1866
- Alain Petiot, Au service des Habsbourg : officiers, ingénieurs, savants et artistes lorrains en Autriche, Messene, 2000, 146 pages  (ISBN 2911043715)
- Alain Petiot, Les Lorrains et l'Empire : Dictionnaire biographique des Lorrains et de leurs descendants au service des Habsbourg de la maison d'Autriche, Mémoire & documents, 2005, 534 pages  (ISBN 2914611374)
- Ficquelmont, Karl Ludwig Gf. von. In: Österreichisches Biographisches Lexikon 1815–1950, (vol. 1), Verlag der Österreichischen Akademie der Wissenschaften, Vienne, 1957 (p. 310 et suiv.).
- (de) Johann Christoph Allmayer-Beck (de), « Ficquelmont, Karl Ludwig Graf von », dans Neue Deutsche Biographie (NDB), vol. 5, Berlin, Duncker & Humblot, 1961, p. 136–137 (original numérisé).
- (de) Anton Victor Felgel, « Ficquelmont, Karl Ludwig Graf von », dans Allgemeine Deutsche Biographie (ADB), vol. 7, Leipzig, Duncker & Humblot, 1877, p. 1-4
- (de) Constantin von Wurzbach, « Ficquelmont, Karl Ludwig Graf », dans Biographisches Lexikon des Kaiserthums Oesterreich, vol. 4, Vienne, L. C. Zamarski (lire sur Wikisource, lire en ligne), p. 221-223
- Franz Schuselka (de) (1811–1886): Beleuchtung der Aufklärungen des Herrn L. Grafen Ficquelmont, Jasper, Hügel & Manz, Vienne, 1850 (en ligne.).